# VERSION
『VERSION』（バージョン）は、坂口尚の漫画作品。潮出版社の「コミックトム」誌上で1989年2月号から1991年12月号まで連載された。同社からの単行本全3巻のほか、講談社からの文庫版（上下巻）、KADOKAWAからの復刻版が刊行されている（後述）。

## あらすじ
私立探偵の八方塞は、バイオ企業の元研究者と名乗る大沢木から、日暮博士の捜索を依頼される。博士は3年前、開発途上でその危険性ゆえに凍結された生体情報素子「我素（がそ）」とともに失踪していた。
八方は、博士が消息を絶ったオーストラリアへと飛び、博士の娘である映子と会うが、直後に博士の死亡が確認される。釈然としないまま帰国するものの、今度は映子からの依頼により八方は我素の探索に付き合わされることになる。やはり我素を追い求める国家秘密機関や謎の組織レリギオ教団に付け狙われ、人魚を追い求めるペピ船長一味に助けられながら、八方と映子は我素の正体へと迫る。

## 登場人物
八方 塞（はっぽう みつる）私立探偵。氏名は「ハッポウフサガリ」と誤読される。機械や技術には弱く、ほとんど我素の謎解きには寄与しない。狂言回し的な存在。
日暮 映子（ひぐれ えいこ）日暮博士の娘であり、我素の謎を解く記憶を持つ。
日暮 月光（ひぐれ つきみつ）我素の開発メンバーの1人。オーストラリアで死亡するが、その記憶は増殖した我素の中に存在し続け、娘の映子に我素の正体へとつながる様々な示唆を与える。
大沢木 四郎（おおさわぎ しろう）我素の開発メンバーの1人。当初は八方や映子と行動をともにするが、やがて「自我」に囚われてしまう。
ブラックエコーレリギオ教団の首領。物語後半では生命に寄生する「自我」の大元であるブロックマスターとなり、人類なき後の新たな寄生種を作り出すために我素を利用しようともくろむ。
ペピ船長、ドルフィン、マオかつて人魚に出会い、それ以来人魚を追って世界中を航海し続ける船長とその仲間。八方や映子をしばしば救出する。

## 他作品との関連
本作品は坂口による長編3部作の1つである。前作『石の花』では戦争という極限状態下を舞台に提起された「生命進化と人の意思」というテーマを、本作ではSF的視点から再構成している。一方、本作品では敵役として現れる「私＝自我」という存在について、絶筆『あっかんべェ一休』において一定の回答を与えている。
また、特に自我が命に寄生する存在であるとするストーリー設定は、瀬名秀明のデビュー作『パラサイト・イヴ』にも影響を与えた。

## 書誌情報
- 坂口尚『VERISON』潮出版社〈希望コミックス〉、全3巻。
  - vol.1 1991年7月1日、ISBN 4-267-90215-1
  - vol.2 1991年8月31日、ISBN 4-267-90218-6
  - vol.3 1992年6月1日、ISBN 4-267-90234-8

- 坂口尚『VERSION』講談社〈講談社漫画文庫〉、全2巻。
  - 上 2000年12月1日、ISBN 4-06-260874-X
  - 下 2001年1月1日、ISBN 4-06-260881-2

- 坂口尚『VERSION』KADOKAWA〈青騎士コミックス〉、全3巻。
  1. 2025年2月20日、ISBN 978-4047382688
  2. 2025年2月20日、ISBN 978-4047382695
  3. 2025年3月19日、ISBN 978-4047382701

### 翻訳
坂口の作品では最も早く翻訳版が出版された。英語版の分冊がダークホースコミックスから出版されているが完結していない。

#### 英語版
- Hisashi Sakaguchi, Alan Gleason and Toren Smith (Translators), "VERSION", Dark Horse Comics, 15巻。
VERSION 1.1、1992年12月1日
VERSION 1.2、1993年1月1日
VERSION 1.3、1993年2月1日
VERSION 1.4、1993年3月1日
VERSION 1.5、1993年4月1日
VERSION 1.6、1993年5月1日
VERSION 1.7、1993年6月1日
VERSION 1.8、1993年7月1日
VERSION 2.1、1993年8月1日
VERSION 2.2、1993年9月1日
VERSION 2.3、1993年10月1日
VERSION 2.4、1993年11月1日
VERSION 2.5、1993年12月1日
VERSION 2.6、1994年1月1日
VERSION 2.7、1994年2月1日

#### ドイツ語版
- Hisashi Sakaguchi, "VERSION", Tilsner Verlag, 4巻。
  - Band 1: Das Geheimnis im See, ISBN 3910079768
  - Band 2: Die goldenen Muschel, ISBN 3910079806
  - Band 3: Die blaue Dimension, ISBN 3910079814
  - Band 4: Würfel aus Licht, ISBN 3910079326